# Чарлс Дюк
Чарлс Мос Дюк (на английски: Charles Moss Duke, Jr.) e бивш американски астронавт, пилот на лунния модул на Аполо 16 и един от дванайсетте (за сега) хора, стъпили на Луната.

## Биография
Дюк е роден на 3 октомври 1935 г. в Шарлът в щата Северна Каролина. Получава бакалавърска степен от Американската военноморска академия в Анаполис през 1957 г. и магистърска степен по аеронавтика от Масачусетският технологичен институт през 1964 г. 

## Служба в НАСА
Избран е за астронавт от НАСА през октомври 1966 година, Астронавтска група №5. Първите си назначения получава като член на дублиращите екипажи на Аполо 10, Аполо 13 и Аполо 17.
Полетът си в космоса осъществява на борда на Аполо 16 като пилот на лунния модул. Командир на екипажа е Джон Йънг, а пилот на орбиталния модул е Томас Матингли. Дюк е десетият човек, стъпил на лунната повърхност. Заедно с командира Йънг правят три излизания на Луната с обща продължителност 71 часа и 2 минути. По време на този полет е установен рекорд на скорост на придвижване по повърхността на Луната – 18 км/ч (става с помощта на Лунар Роувър). Полетът протича от 16 до 27 април 1972 г. и е с продължителност 11 денонощия 1 час 51 минути 5 секунди.
В кариерата си Чарли Дюк има 4147 полетни часа, от тях 3632 часа на реактивни саволети; 265 часа в космоса и 21 часа и 28 мин. извънкорабна дейност.
Той е женен има двама сина и девет внуци. Той и съпругата му живеят в Ню Браунфелс, Тексас.

## Галерия
- Екипажът на Аполо 16
- Чарлс Дюк, 2 октомври 2008 г., Техническия музей в Шпайер